# 3200 Phaethon

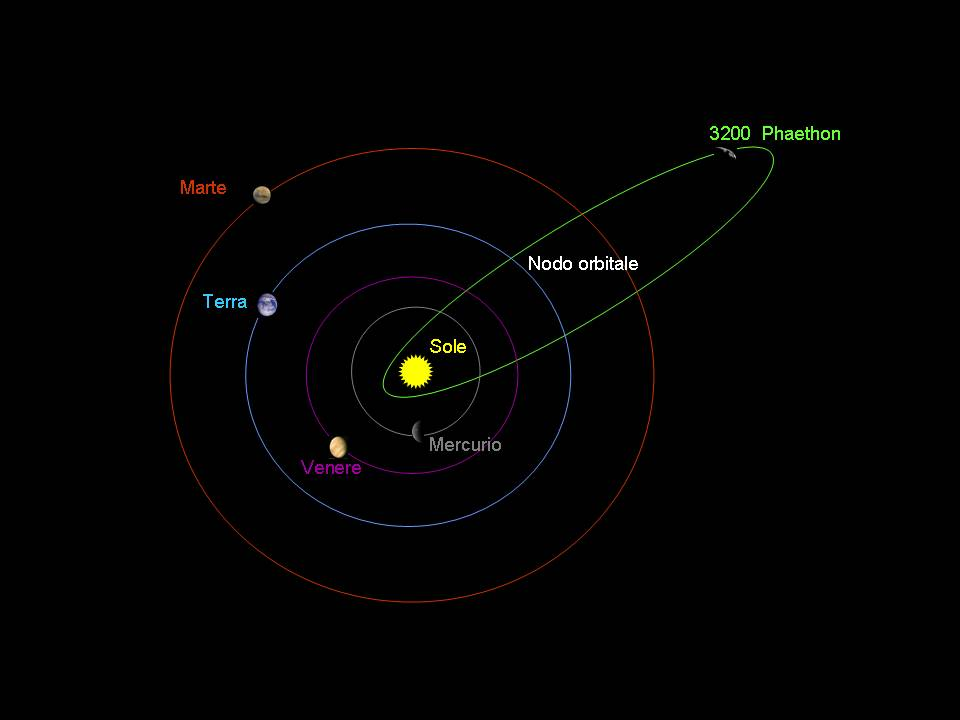
A 3200 Phaethon pályája a Naprendszerben

A 3200 Phaethon (ideiglenes jelöléssel 1983 TB) egy földközeli kisbolygó. Az IRAS műhold fedezte fel 1983. október 11-én.
Napközelben por válik le róla, ami a Föld légkörében a Geminidák meteorrajt okozza. Pályája szokatlan, benyúlik a Merkúr pályáján belülre, ilyenkor az üstökösökhöz hasonlóan por válik le róla, és látható csóvája lesz.
Az Arecibo Obszervatórium radarja segítségével 2017. december 15-19. között méréseket végeztek az objektumon és radarfelvételeket készítettek. Ezek alapján az átmérőjét 6 km-ben állapították meg (az eddigi ismert érték 5 km volt). Az egyik pólusa közelében egy kör alakú, sötétebb folt látható, ami valószínűleg becsapódási kráter lehet.
A Phaethon a második legnagyobb, földközeli aszteroida, ami „potenciálisan veszélyes”  besorolást kapott. A földközeli objektumokat méretük, és pályájuk alapján sorolják a potenciálisan veszélyesek közé, ha túl közel kerülhetnek a Földhöz.

## Magyar vonatkozású érdekesség
Közel kilenc évvel a hivatalos felfedezése előtt, 1974. december 15-én és az azt követő éjszakán az Androméda köd szupernóva kereső programja során a Piszkéstetői Obszervatórium Schmidt távcsövével készített felvételeken 10 ívperc hosszúságú nyomot hagyott az objektum. Az okozóját nem keresték akkor; a lemezarchívum 2018-as digitalizálása során a paraméterek alapján a Minor Planet Center kisbolygó kereső programja azonosította, mint a Phaethont, amely akkor 8,2 millió km-re volt a Földtől, 10,5m fényességgel.